# Darlington (Carolina del Sur)
Darlington es una ciudad situada en el estado de Carolina del Sur, en los Estados Unidos. Es sede del condado homónimo. La ciudad en el año 2000 tiene una población de 6.720 habitantes en una superficie de 11.1 km², con una densidad poblacional de 604.6 personas por km². 
Darlington es el centro de la agricultura del tabaco. Asimismo, el óvalo Darlington Raceway albergó las 500 Millas de Darlington, una de las carreras más prestigiosas de la Copa NASCAR, y por tanto de stock cars.

## Geografía
Darlington se encuentra ubicada en las coordenadas 34°18′5″N 79°52′7″O / 34.30139, -79.86861. Según la Oficina del Censo, la ciudad tiene un área total de 11,1 km² (4,3 mi²), de la cual 11,1 km² (4,3 mi²) es tierra y 0 km² (0 mi²) (0.0%) es agua.

## Demografía
En el 2000 la renta per cápita promedia del hogar era de $24.869, y el ingreso promedio para una familia era de $33.971. El ingreso per cápita para la localidad era de $15.454. En 2000 los hombres tenían un ingreso per cápita de $28.110 contra $20.206 para las mujeres. Alrededor del 29.40% de la población estaba bajo el umbral de pobreza nacional. 